# Trịnh Xuân Thuận

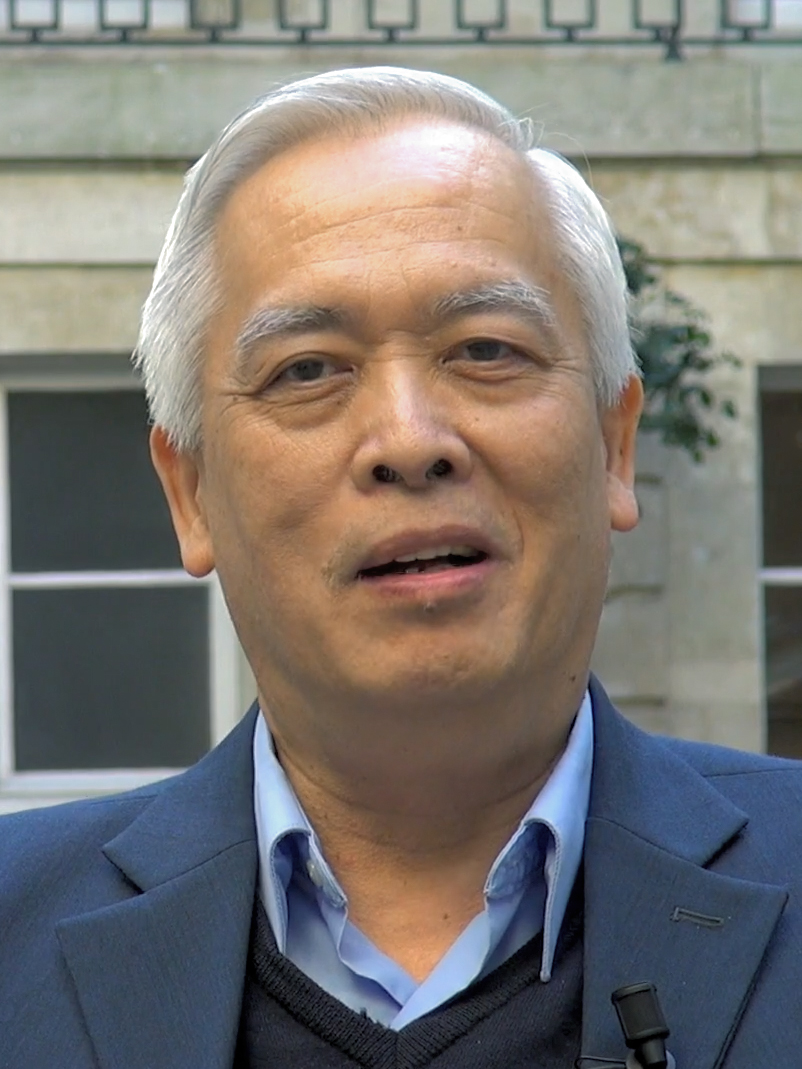
Trịnh Xuân Thuận, 2015

Trịnh Xuân Thuận (* 20. August 1948 in Hanoi, Vietnam) ist ein vietnamesisch-amerikanischer Astrophysiker.

## Leben
Im Jahr 1974 promovierte er an der Princeton University im Fach Astrophysik. Seit 1976 bekleidet er ein Professorenamt an der Universität von Virginia. Er ist Mitglied der International Society for Science. Im Kontext der Astrophysik ist sein Spezialgebiet die Erforschung der Galaxien jenseits der Milchstraße. Er veröffentlichte annähernd zweihundert Artikel über die Geschichte der Bildung der Elemente ab dem Urknall, zur Galaxienentstehung und Evolution. Im Oktober 2002 nahm Thuan in München am Wissenschaftskongress „Unity in Duality – Einheit in der Dualität“ gemeinsam mit acht Wissenschaftlern und Wissenschaftlerinnen aus den Bereichen Astronomie, Physik, Chemie, Medizin sowie Psychologie und dem Dalai Lama teil. Nach vier Tagen gelang die Erkenntnis, dass das dualistische Weltbild der Wissenschaft: Welle und Korpuskel mit dem Gedanken einer Einheit, die die gemeinsame Basis aller Erfahrungen darstellt, vereinbar ist. Dieses Treffen gilt als wichtige Station im Dialog von buddhistischer Lehre und westlicher Wissenschaft.
Bekannt wurde Thuận als Autor populärwissenschaftlicher Bücher zu Evolutionsfragmenten. Zu seinen wichtigsten Veröffentlichungen gehören: Die verborgene Melodie, Das Schicksal des Universums sowie Chaos und Harmonie. Trịnh Xuân Thuận wurde 2009 mit dem Kalinga-Preis für die Popularisierung der Wissenschaft sowie 2012 mit dem Prix mondial Cino Del Duca ausgezeichnet.

## Veröffentlichungen (Auswahl)
- Die verborgene Melodie. Franckh-Kosmos, Stuttgart 1993, ISBN 978-3-440-06645-4; 359 Seiten. Französische Ausgabe: La Mélodie secrète: Et l’homme créa l’univers. Folio, 1991, ISBN 978-2-07-032623-5; 390 Seiten.
- Le Chaos et l’Harmonie: La fabrication du réel. Gallimard, Folio Essais, 2000, ISBN 978-2-07-041370-6 (französisch); 672 Seiten.
- Le destin de l’univers: Le big bang, et après. Gallimard, Découvertes, 2008, ISBN 978-2-07-034879-4 (französisch); 160 Seiten.
- Mit Matthieu Ricard: Quantum und Lotus: Vom Urknall zur Erleuchtung. Aus dem Englischen von Elisabeth Liebl. Goldmann Verlag, 2008, ISBN 978-3-442-21820-2; 448 Seiten. Englische Ausgabe: The Quantum and the Lotus: A Journey to the Frontiers Where Science and Buddhism Meet. Crown; Reprint édition, 2004, ISBN 978-1-4000-8079-3; 320 Seiten.
- Le Cosmos et le Lotus. Le Livre de Poche, 2013, ISBN 978-2-253-17546-9 (französisch); 264 Seiten.
- Face à l’Univers. Fayard/Pluriel, 2017, ISBN 978-2-8185-0534-2 (französisch); 128 Seiten.
- La Plénitude du vide. Le Livre de Poche, 2018, ISBN 978-2-253-13213-4 (französisch); 400 Seiten.
- Die Magie der Nacht: Eine wissenschaftliche Reise von der Abenddämmerung bis zum Morgengrauen. Piper Verlag, München, 1. Edition 2019, ISBN 978-3-492-05936-7; 256 Seiten. Französische Ausgabe: Une nuit. L’Iconoclaste, 2017, ISBN 979-10-95438-47-2; 243 Seiten. Neuausgabe: Le Livre de Poche, 2020, ISBN 978-2-253-82056-7 (französisch); 224 Seiten.
- Vertige du cosmos. Flammarion, 2019, ISBN 978-2-08-140854-8 (französisch); 464 Seiten.
- Mondes d’ailleurs. Flammarion, 2021, ISBN 978-2-08-150629-9 (französisch); 544 Seiten.